# Pyrausta sexplagialis
Pyrausta sexplagialis là một loài bướm đêm trong họ Crambidae.